# 566
566 (DLXVI) var ett normalår som började en fredag i den julianska kalendern.

## Händelser

### Okänt datum
- Enligt legenden grundas furstendömet Udaipur detta år.
- Datering efter Kristi födelse börjar användas.

## Födda
- Gaozu av Tang, kinesisk kejsare.
- Kirtivarman I, kung av Chalukya.
- Xiao (Sui Yang), kinesisk kejsarinna.

## Avlidna
- Domnall Ilchelgach, kung av Irland.
- Forggus mac Muirchertaig, kung av Irland.
- Pulakesi I, kung av Chalukya.
- Wen av Chen, kinesisk kejsare.